# Сиапичия
Сиапичѝя (на италиански: Siapiccia; на сардински: Siapicìa) е село и община в Южна Италия, провинция Ористано, автономен регион и остров Сардиния. Разположено е на 64 m надморска височина. Населението на общината е 373 души (към 2010 г.).